# Хорватски-Гроб
Хорватски-Гроб (словац. Chorvátsky Grob, исторические названия: словац. Horvátsky Grob, венг. Horvátgurab, хорв. Hrvatski Grob или хорв. Crveno Brdo (Красный холм), нем. Kroatisch-Eisgrub) — населённый пункт в Словакии, в округе Сенец (Дунайский регион). Площадь территории — 15,12 км² (1512 га), плотность населения — 333,33 человека/кв.км, высота над уровнем моря — 172 метра. В селе имеется римско-католическая церковь Христа-царя, построенная в 1589 году, и часовня Святой Троицы, построенная в 1880 году.

## История
Наличие постоянных поселений на этой территории подтверждено археологическими находками, относящимися к позднему каменному веку. Первое письменное упоминание о селе под названием «Монар» восходит к 1214 году. В это время в селе производили ювелирные изделия. Первые хорваты пришли на территорию Хорватски-Гроба в 1552 году. Согласно примечаниям к заметкам от 1553 года, хорватских переселенцев позвал и расселил на этой земле граф Илешхази. Хорваты занимались сельским хозяйством и виноделием. Стало активно развиваться местное производство и народное творчество — резьба, кружевоплетение, вышивание и живопись. В 1634 — 1780 годах в селе проживали исключительно хорваты. Значительное уменьшение количества хорватского населения произошло в начале 20 века, однако хорватское присутствие в селе продолжается и по сей день.

## Население
| Год:                | 1994 | 2004     | 2014      | 2024     |
| ------------------- | ---- | -------- | --------- | -------- |
| Количество человек: | 1518 | 1787     | 4794      | 7885     |
| Разница:            |      | +17,72 % | +168,27 % | +64,47 % |

## Текущая ситуация
В 2001 году в селе проживало 1587 человек. Этнический состав при этом был следующим: словаки 97,4 % венгры 0,8 %, хорваты 0,6 %, чехи 0,6 %, немцы 0,2 %. В последние годы количество жителей в селе быстро растёт благодаря массовому строительству новых домов, особенно это касается квартала «Чёрная вода». В конце 2009 года в селе проживало более 3000 человек. На 31.12.2013 численность жителей составляла 4 573 человек.

## Общественный транспорт
Транспортное сообщение с селом обеспечивает Братиславская транспортная компания: от братиславских Золотых песков сюда ходит автобусный маршрут 630, а с автовокзала «Млинске-нивы» — маршрут компании Slovak Lines. Автобусы Братиславской транспортной компании выезжают в Хорватский Гроб 29 раз в день. Маршрут SAD курсирует 20 раз в день, при этом два автобуса идут до квартала «Чёрная вода».

## Результаты коммунальных выборов 2014 года
На коммунальных выборах 2014 года жители Хорватски-Гроба выбрали мэром инженера Радована Бенчика. В местный совет было выбрано 11 депутатов.